# ネメシア属
ネメシア属 (Nemesia) はゴマノハグサ科の植物。南部アフリカの固有属で、南アフリカ共和国を中心とする熱帯アフリカに分布。約60種程度が確認されており、多年草、一年草、亜灌木が含まれる。
また、自然種のほかにも、交配など品種改良された園芸品種も多く、栽培が盛んである。
喜望峰に近接するケープ地域では冬に雨季が訪れ、一年草ネメシアが生息する。また、ナタルからドラケンスベルグに至る地域の雨季は夏で、ネメシア属の多くは多年草である。

## 主な種
- N. strumosa

開花期は5-7月、南アフリカ原産の一年草。単に「ネメシア」という場合、本種が多い。
- N. caerulea（英語版） (通称「宿根ネメシア」は、本種ネメシア・カエルレアの園芸種をさすことも多いが、N. denticulata をさすこともある。)

開花期は5-6月、南アフリカ原産の多年草。
- N. cheiranthus（英語版） E. Mey. ex Benth.

ネメシア・ケイランツス。南アフリカ原産の一年草。
- N. violiflora（英語版）

ナミビアの固有種。岩場に生える。IUCNレッドリストに軽度懸念（Least Concern =LC ）として載っている。

## 参考項目

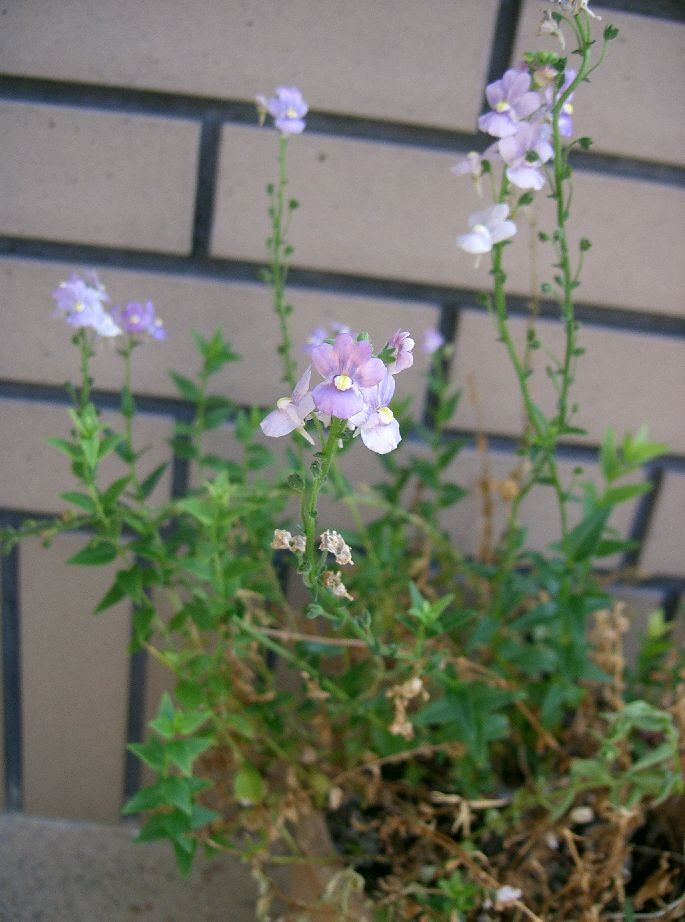
ネメシア属の1種

- ネメシアの園芸種一覧（英語版）